# The 88
The 88 je americká pop rocková skupina z Los Angeles. Kapelu tvoří Keith Slettedahl (zpěv a kytara), Adam Merrin (klávesy a zpěv), Anthony Zimmitti (bicí a perkuse) a Todd O'Keefe (baskytara a zpěv). Adam Merrin a Keith Slettedah se poznali na střední škole a v roce 2002 založili skupinu.
V letech 2010–2012 skupina koncertovala a nahrávala s Rayem Daviesem, zpěvákem, kytaristou a skladatelem pro The Kinks.

## Členové
Současní členové
- Keith Slettedahl (zpěv/kytara)
- Adam Merrin (klavír/klávesy)
- Todd O'Keefe (baskytara)
- Anthony Zimmitti (bicí)

## Diskografie
Alba
- Kind of Light (červen 2003) EMK/Mootron Records
- Over and Over (září 2005) EMK/Mootron Records
- Not Only... But Also (srpen 2008) Island Records
- This Must Be Love (listopad 2009) 88 Records
- The 88 (září 2010) 88 Records
- Lorax official soundtrack (březen 2012)
- Fortune Teller (červen 2013) 88 Records

EPs
- No One Here (únor 2010) 88 Records
- Actors (březen 2012) 88 Records

Singly
- All I Want For Christmas Is You (listopad 2009) 88 Records
- Love Is The Thing (červen 2009) 88 Records